# 태봉초등학교 (광주)
태봉초등학교는 광주광역시 북구 용봉동에 있는 공립 초등학교이다.

## 학교 연혁
- 2024.03.01 49학급 편성(특수학급 2포함)
- 2024.01.05 제33회 215명 졸업
- 2023.03.01 제11대 모보현 교장 부임
- 2023.03.01 51학급 편성(특수학급 2포함)
- 2023.01.05 제32회 198명 졸업
- 2015.03.03 병설유치원 개원
- 2004.03.15 강당, 교실 8칸, 급식소 증축 공사 완공
- 1999.09.01 용주초등학교 분구(36학급 편성 운영)
- 1996.03.01 태봉초등학교로 변경
- 1991.04.10 태봉국민학교 개교 기념식
- 1991.03.01 태봉초등학교 개교(용봉, 동운국민학교에서 분리, 20학급 편성)

## 참고 자료
- 태봉초등학교 - 한국교육학술정보원 학교알리미